# 微生物囊

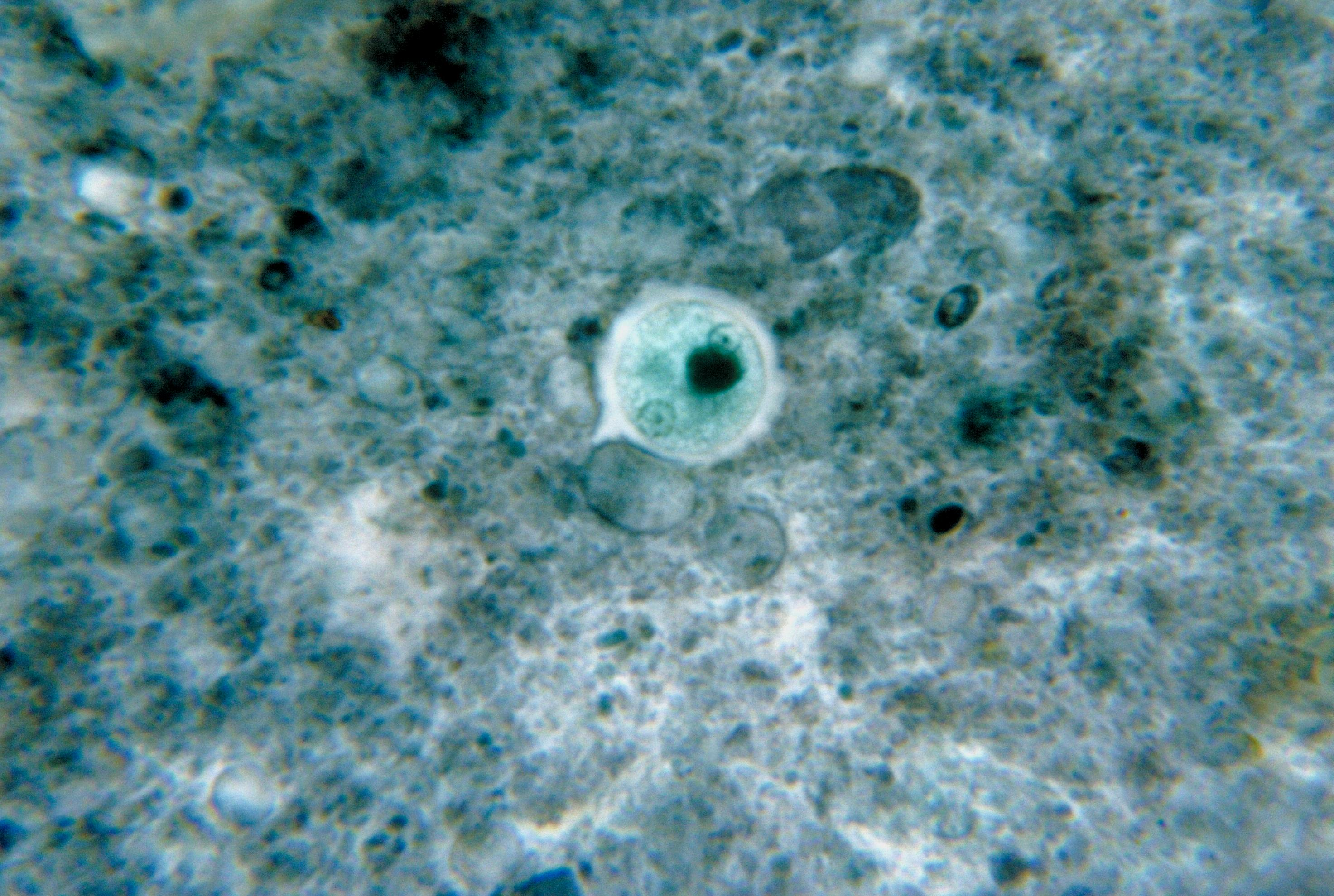
溶组织内阿米巴的包囊期

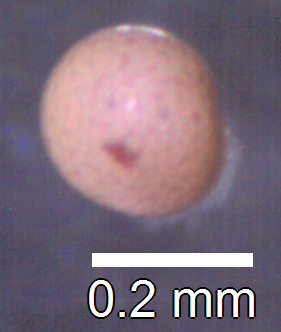
鹵蟲（Artemia salina）的囊

微生物囊（英語：microbial cyst）是微生物的休息或是休眠階段，多半是出現在細菌或是原生生物、无脊椎动物偶爾也會有此階段，此一階段是讓生物體可以渡過不利的環境變化，此階段可視為是暫停生命，生物體的代謝變慢，並且停止進食及活動等行為。包囊形成（Encystment）也有助於微生物的散播，從一個宿主移到另一個宿主，或是移到更適合的環境。若微生物囊到了適合生長及存活的環境，其包囊會破裂，此一程序稱為脱囊（excystation）。
不利的環境包括缺乏營養或氧氣、極端的溫度、沒有濕氣或是存在對微生物不利的有毒物質等，這些不利於微生物生長的條件會讓包囊開始形成。

## 囊壁的形成及成分
纖毛原生生物形成微生物囊的指標包括有不同程度的纖毛吸收、有些原生生物會失去纖毛以及支持纖毛的膜狀結構，有些則會維持基體及微管結構。內質網中囊壁前驅物的從頭生成也常表示正在形成微生物囊。
囊壁的成分會隨生物體而不同。細菌的囊壁是由正常細胞壁變厚，再加上肽聚糖層，而原蟲
的囊壁則是由甲殼質組成。有些纖毛原生生物的囊壁會有四層：外囊層（ectocyst）、中囊層（mesocyst）、內囊層（endocyst）和顆粒層（granular layer）。外囊層是最外層，有一個塞子狀的結構，在脱囊過程中，營養細胞會透過此結構重新出現。中囊層在外囊層以內，較厚且緻密，且各層的密度不同。甲殼質酶處理顯示一些纖毛原生生物物種的中囊中存在甲殼質，但其成份特徵差異很大。內囊層在中囊層以內，很薄，密度較外囊層低，一般認為是由蛋白質組成。最內層的顆粒層直接在薄膜以外，是由顆粒材料前驅物的從頭生成而組成。